# シェフィールド植物園

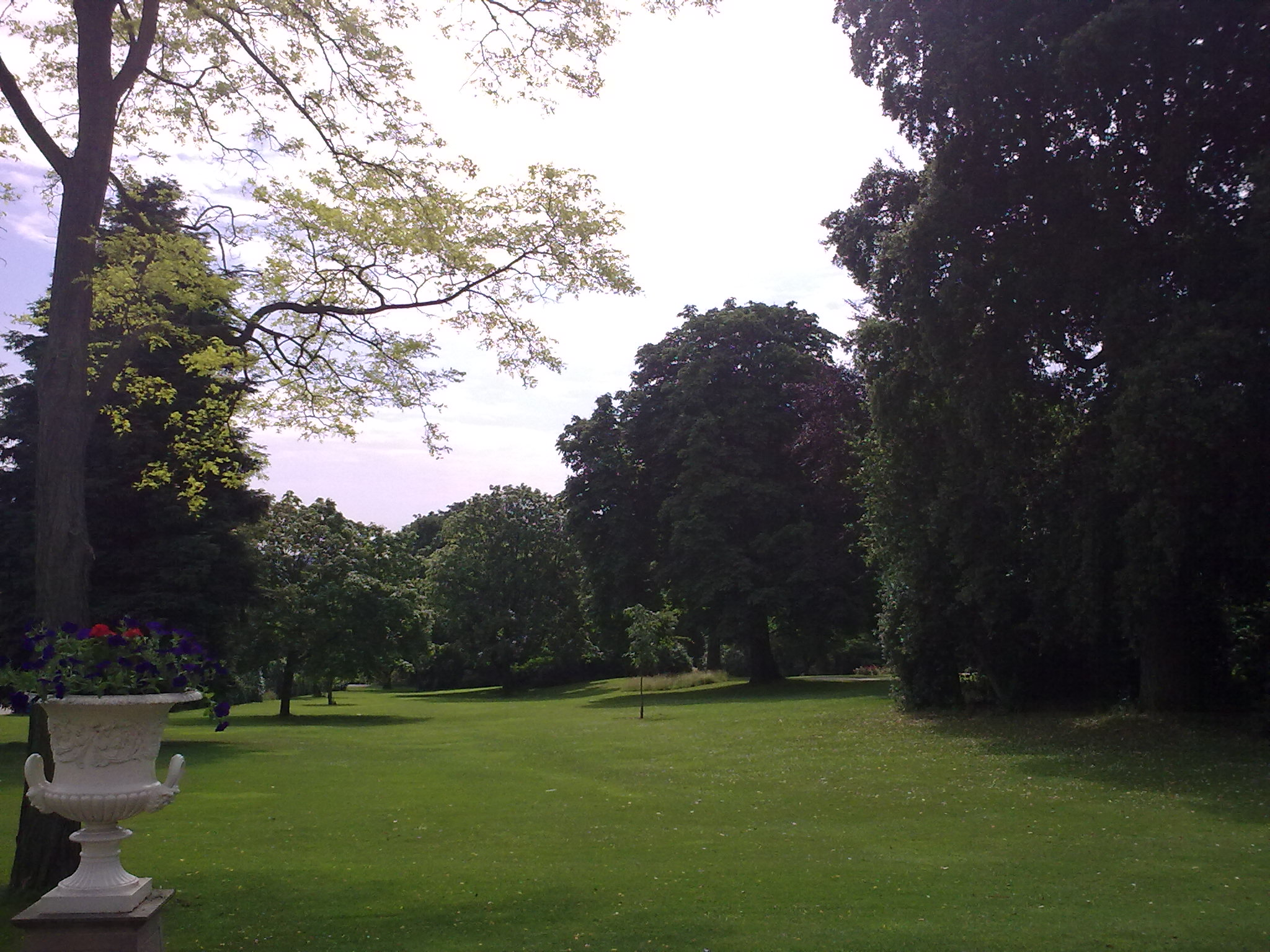
シェフィールド植物園

シェフィールド植物園（Sheffield Botanical Gardens）は、イギリスのシェフィールドにある植物園。19エーカー（77,000平方メートル）の敷地に約5,000種の植物が植えられている。 
ロバート・マーノック（Robert Marnock）によって設計され、1836年に開園。 庭園の最も注目すべき特徴は、2003年に復元・再建されたイギリス指定建造物2*級に指定されているガラスパビリオンである。 その他の注目すべき構造は、メインゲートウェイ、南の入り口のロッジ、 ベアピット。 
1833年、シェフィールド植物園芸協会が設立され、翌1834年までに7,500ポンドの資金を調達した。 資金は株式の売却によって調達され、地元の嗅ぎタバコ製造業者であるジョセフ・ウィルソンから南向きの農地18エーカー (73,000 m2)を購入した。植物園は1836年の夏に開園し、同年に12,000人が訪れた。  
19世紀末、シェフィールド・タウントラスト（Sheffield Town Trust）が株主に一株あたり5ポンドを返済し、庭園の管理を引き受けた。 タウントラストは入場料を廃止し、以来植物園への入場は無料のままである。所有者は引き続きタウントラストであるが、1951年12月18日、シェフィールド・コーポレーション（Sheffield Corporation）が99年間のリースに調印し、運営を引き継いでいる。   